# ダイナマイトリターンズ
『ダイナマイトリターンズ』は、2007年12月にIGTジャパンから発売された5号機のパチスロ機。保通協における型式名も同じ。1999年に発売された『ダイナマイト』を再現している。

## 概要
メーカーは目押し上等主義を標榜し、初代同様、目押し力により獲得枚数（機械割）が大きく変化する。
リーチ目やサウンドなど、初代を再現した作りになっている。そのため、通常時の有効ラインは中段が無効の4ライン（3枚がけ）、ボーナス時は5ライン（1枚がけ）と変則的である。
ボーナスには、ビッグボーナス（赤7もしくは白7揃い。345枚を超える払い出しで終了）とレギュラーボーナス（BAR揃い。119枚を超える払い出しで終了）の2種類がある。サウンドは赤7の2ライン揃い、1ライン揃い、白7で左から揃えた場合と右から揃えた場合、レギュラーボーナスの5種類全てで異なっており、特に赤7を2ラインで揃えた場合は初代のサウンドになる。
設定は (1・3・5・F) の4段階。ボーナス合成確率は設定1が1/192.75、Fが1/157.54となっている。ビッグボーナスのほうが確率が高く、その中でも赤7の割合が若干高くなっている。

## 目押し
本機はかなりの目押し力を必要とする、技術介入性の高いことを最大の特徴とする機種。
完全攻略により機械割が、設定1でも約99％、設定6で約110％となるが、目押しができない場合、5％程度機械割が低下する。
その中核となるのが5枚役のダイナマイトであり、通常時には2ラインで揃えた場合10枚払い出し、ビッグボーナス時には3ラインで揃えれば15枚払い出しとなるが、これを実現するためにはビタ押しが要求される。

## ボーナス
ビッグボーナスの純増枚数は最大で336枚となっている。しかし、これを獲得するためには、ダイナマイト成立時に毎回3ライン（払い出し15枚）で揃えることが条件である。それには目押し力（ビタ押し）が要求される。なお、ボーナス中のダイナマイトの出現率は約1/5となっており、レバーオン時に必ず期待音が発生する（他の小役の場合あり）。
レギュラーボーナスでも、適当にストップボタンを押した場合は純増枚数が112枚にとどまるが、ダイナマイト絵柄を1回だけ2ラインで揃えることで、121枚にアップする。また同絵柄を1ラインで2回揃えても120枚獲得できる。なお、順押しであっても適当にストップボタンを押すと、ダイナマイト以外の小役が出現しないポイントがあるため、タイミングによっては15枚獲得できないことがある。

## 同時当選
ボーナスと小役との同時当選があり、以下のとおり。
1. ダイナマイト（5枚役） - 同時当選期待度は25%、当選ボーナスはビッグボーナス。
2. チェリー（3枚役） - 期待度は約7 - 11%（設定差あり）、全てのボーナスの可能性がある。
3. メロン（9枚役） - 期待度は約0.1%、当選時は赤7ビッグのみ、全リール停止後数秒後に必ず告知される。

## 演出

### ダイナマイトチャンス
小役成立時に、ボーナス同時当選の期待感を演出するダイナマイトチャンスに発展する場合がある。
リール右パネルの導火線ランプに着火し、着火ランプの数や、不発のタイミング等により期待度が変化する。

### 期待音
レバーオン時に発生する期待音によりボーナス期待度が変化する。特にジャジャジャジャーンという「運命」のフレーズが流れた場合は期待度が高くなり、その他ボーナス確定となるプレミア音も存在する。

### その他
通常時に停止ボタンを長押しすることで初代に近い演出に変更することができる（ダイナマイトチャンス演出が発生しない）。ただし、操作をしないまま30秒を過ぎると通常演出へ戻る。